# 4. stoljeće pr. Kr.
◄ | 2. tisućljeće pr. Kr. | 1. tisućljeće pr. Kr. | 1. tisućljeće | ►
◄ | 6. stoljeće pr. Kr. | 5. stoljeće pr. Kr. | 4. stoljeće pr. Kr. |3. stoljeće pr. Kr. | 2. stoljeće pr. Kr. | ►
390-ih pr. Kr. | 380-ih pr. Kr. | 370-ih pr. Kr. | 360-ih pr. Kr. | 350-ih pr. Kr. | 340-ih pr. Kr. | 330-ih pr. Kr. | 320-ih pr. Kr. | 310-ih pr. Kr. | 300-ih pr. Kr.
4. stoljeće pr. Kr. je je razdoblje koje je trajalo od 400. pr. Kr. do 301. pr. Kr..

## Glavni događaji i razvoji
- Pseudo-Skilak u svom Periplusu piše o putovanju hrvatskom obalom Jadrana. Prvi se put povijesti spominju pojedina mjesta i otoci na hrvatskoj obali.
- Kraj vladavine Ahemenida, iranske vladarske dinastije koja je vladala Perzijom od 7. stoljeća pr. Kr.

## Vanjske poveznice
|  | Zajednički poslužitelj ima još gradiva o temi 4. stoljeće pr. Kr. |